# 台湾総督府報

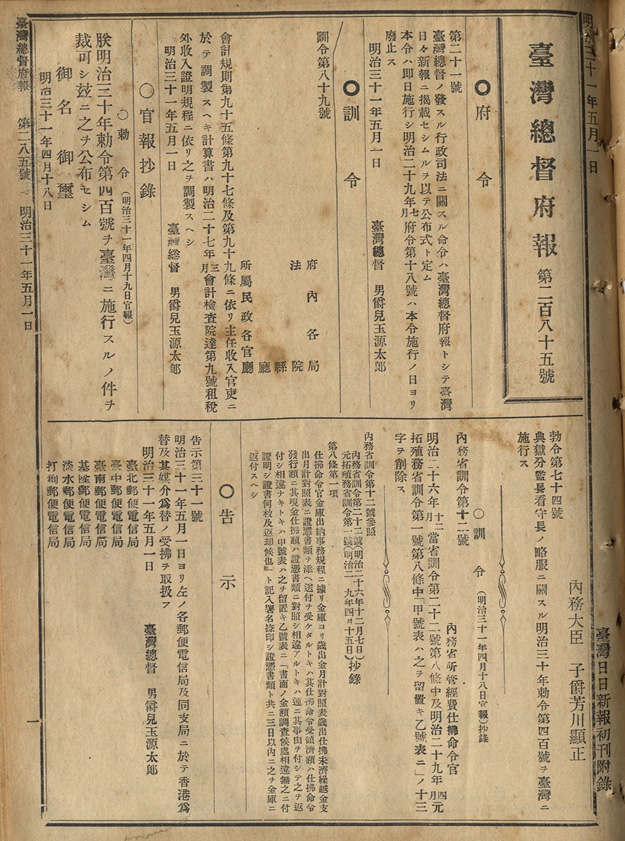
台湾総督府報第285号（明治31年5月1日）の第1面

台湾総督府報（たいわんそうとくふほう）と台湾総督府官報（たいわんそうとくふかんぽう）は、台湾総督府の機関紙である。1942年（昭和17年）3月31日までは前者が、同年4月1日からは後者が発行された。記事索引と紙面画像は、台湾の「台湾総督府府（官）報資料庫」及び「國史館臺灣文獻館　檔案查詢系統　檔案查詢系統　007　臺灣總督府(官)報」（下記外部リンク）でオンラインで利用できる。

## 解説
台湾総督府は、府報を自ら発行する計画を持っていたが、1896年（明治29年）6月、木村安蔵が日刊新聞紙『台湾新報』の発行を願い出たことを受け、計画を改め、経費の節約と普及の利便性を考慮して、『台湾新報』の付録として府報を発行することとした。総督府は台湾新報社に毎年4,800円を支払い、台湾新報社は3日に1回、6ページ以上の府報を『台湾新報』の付録として発行することとされた。
当初発行された府報には号数が印刷されていない。最初に発行された府報は、1896年（明治29年）12月2日の台湾新報第75号付録として発行された明治29年8月目録によれば、8月20日付のものである。ただしこの号は、國史館臺灣文獻館が公開しているものでは次の8月24日付のものを含め、所蔵がないとして欠になっており、現存が確認されるのは28日付の台湾新報第15号付録として発行されたものである。1897年（明治30年）1月5日に台湾新報第98号付録として発行された府報には第1号と印刷され、以降の府報には、号数が印刷された。号数は、改元のたびに第1号にリセットされた（日本政府の官報と同様である。）。
『台湾新報』が『台湾日報』との合併で『台湾日日新報』となったため、1898年（明治31年）5月1日からは、府報は『台湾日日新報』の付録として発行された。
実際に発行された府報の題号表示は、明治29年8月28日-669号 (明治32年12月30日）までは「臺灣總督府報」、670号 (明治33年1月10日) -4452号までは「府報」である
1900年（明治33年）、台湾新聞紙条例（明治33年律令第3号）が施行された。もし『台湾日日新報』がこの条例に違反して発禁などの処分を受けると府報の発行に影響が及ぶことから、同年10月1日、府報は台湾総督府が発行し台湾日日新報社に発売させることに改められた。しかし、台湾日日新報社の社長守屋善兵衛の陳情を受け、府報は翌年12月1日から『台湾日日新報』の付録に復帰した。以降、府報は1942年（昭和17年）3月31日まで発行された。
1942年（昭和17年）4月1日からは台湾総督府官報が発行され、その印刷と発売は台湾日日新報社が担った。台湾日日新報社を始めとする台湾の新聞社の合併により台湾新報社（2代目）が誕生したため、1944年（昭和19年）4月1日以降は台湾新報社（2代目）が印刷と発売を行った。台湾総督府官報は、台湾総督府が廃止になる1945年（昭和20年）10月まで発行され、最終号は、10月23日付の1027号である。